# Propstei Oberhessen
Die Propstei Oberhessen ist eine der fünf Propsteien (Regionalgliederungen) der Evangelischen Kirche in Hessen und Nassau. Sie umfasst den Großteil der historischen hessischen Provinz Oberhessen. Sitz der Propstei ist Gießen.  Pröpstin ist seit 2023 Anke Spory. Oberhessen hat 335.000 Kirchenmitglieder und 280 Pfarrer/-innen.

## Geschichte
Die Propstei wurde bei der Neugliederung der 1934 durch Fusion von drei Kirchen entstandenen Evangelischen Landeskirche Nassau-Hessen geschaffen. Sie entsprach im Wesentlichen der Superintendentur Gießen, die schon seit dem 16. Jahrhundert in der Evangelischen Landeskirche in Hessen bestanden hatte. Nachdem das Großherzogtum Hessen im Reichsdeputationshauptschluss von 1803 und den folgenden Jahren weitere Gebiete (u. a. die Grafschaften Solms-Laubach, Solms-Rödelheim, Schlitz und Büdingen sowie die Herrschaft Gedern und Stadt und Burg Friedberg) gewonnen hatte, wurden diese in das Fürstentum (später Provinz) Oberhessen eingegliedert, für das weiterhin (mit Unterbrechung zwischen 1806 und 1832) eine eigene Superintendentur bestand. Das Hessische Hinterland musste 1867 an Preußen abgetreten werden und wurde in den Konsistorialbezirk Wiesbaden eingegliedert; die Dekanate Gladenbach und Biedenkopf (inzwischen fusioniert) blieben 1934 bei der Propstei Nassau.

## Dekanate
Oberhessen umfasst fünf Dekanate mit ca. 300 Gemeinden:
- Dekanat Büdinger Land, Büdingen. 76 Gemeinden, 73.000 Mitglieder.[3] Entstanden 2016 durch Fusion der Dekanate Büdingen, Nidda und Schotten.
- Dekanat Gießen, Gießen. 29 Gemeinden, 57.000 Mitglieder.[4]
- Dekanat Gießener Land, Grünberg. 69 Gemeinden, 60.000 Mitglieder.[5] Entstanden 2022 durch Fusion der Dekanate Grünberg, Hungen und Kirchberg.
- Dekanat Vogelsberg, Alsfeld. 85 Gemeinden, 53.000 Mitglieder.[6] Entstanden zunächst 2000 durch Fusion der Dekanate Lauterbach und Herbstein zum alten Dekanat Vogelsberg, dann 2019 durch Fusion jenes Dekanats mit dem Dekanat Alsfeld.
- Dekanat Wetterau, Friedberg. 32 Gemeinden, 75.000 Mitglieder.[7]

## Pröpste
- 1934 0000: Karl Knodt
- 1934–1936: Alfred Trommershausen (kommissarisch)
- 1936–1948: Karl Knodt (ab 1945 zunächst kommissarischer Superintendent)
- 1950–1963: Wilhelm Weinberger
- 1975–1991: Helmut Grün
- 1991–2010: Klaus Eibach
- 2010–2022: Matthias Schmidt
- 2023–    : Anke Spory